# Wendy Lucas-Bull
Wendy Elizabeth Lucas-Bull (nhũ danh Wendy Elizabeth Lucas), thường được gọi là Wendy Lucas-Bull, là một nữ doanh nhân, chủ ngân hàng và điều hành công ty người Nam Phi. Bà là chủ tịch của Absa Group Limited (trước đây là Barclays Africa Group), một Tập đoàn dịch vụ tài chính lớn của châu Phi, với các công ty con ở Botswana, Ghana, Kenya, Mauritius, Mozambique, Seychelles, Nam Phi, Tanzania, Uganda và Zambia.

## Lý lịch
Wendy Elizabeth Lucas được sinh ra vào khoảng năm 1955. Bà tốt nghiệp Cử nhân Khoa học tại Đại học Witwatersrand, năm 1974.

## Sự nghiệp
Trước khi được bổ nhiệm làm chủ tịch của Tập đoàn Absa vào năm 2013, Lucas-Bull từng là giám đốc điều hành của Rand Merchant Investment Holdings, trước khi bà làm giám đốc điều hành của bộ phận bán lẻ của FirstRand Limited.
Wendy là một trong bốn người sáng lập và thành viên hội đồng quản trị của Tập đoàn Peotona. Các vị trí lãnh đạo trước đây trong kinh doanh bao gồm các giám đốc không điều hành tại Barclays Plc, Anglo American Platinum Limited, Ngân hàng Phát triển Nam Phi, Alexander Forbes, Eskom, Nedbank, Telkom, Aveng, Lafarge Industries, Ủy ban tư vấn thị trường tài chính Nam Phi, Discovery Holdings, Dimension Data Plc và Momentum Group.

## Công việc khác
Wendy Lucas-Bull đã từng phục vụ trong quá khứ, với tư cách là thành viên của Hội đồng tư vấn của Tổng thống về Trao quyền kinh tế đen (President’s Advisory Council on Black Economic Empowerment).